# جيوسيبي زامبانو
جيوسيبي زامبانو (بالإيطالية: Giuseppe Zampano)‏ (30 سبتمبر 1993 بجنوة في إيطاليا - ) هو لاعب كرة قدم إيطالي في مركز الوسط. لعب مع نادي سامبدوريا ونادي كروتوني وASD Martina Calcio 1947 ‏ وPortogruaro Calcio ASD ‏.